# Morten Balling
Morten Balling Christensen (født 12. august 1987) er en dansk håndboldspiller som spiller playmaker for Skanderborg Aarhus Håndbold i Herrehåndboldligaen. Han kom til klubben i 2021, efter tidligere at have spillet for Skanderborg Håndbold i flere sæsoner. Han har derudover også tidligere spillet for Skjern Håndbold og Mors-Thy Håndbold. Han har også repræsenteret Danmarks herrehåndboldlandshold ni gange, i perioden 2011 til 2013.
Han var ligatopscorer i grundspillet for Mors-Thy Håndbold i 2011/12-sæsonen i Herrehåndboldligaen.
Han er storebror til den tidligere landsholdspiller Peter Balling.

## Meritter
- Herrehåndboldligaen
  - Sølv (2): 2015, 2017
- DHF's Landspokalturnering
  - Vinder (2): 2014, 2016
  - Finalist (1): 2019
- Super Cup
  - Vinder (1): 2017
- EHF Cup
  - Bronze (1): 2015